# Mark Kopytman
Mark Kopytman (ur. 6 grudnia 1929 w Kamieńcu Podolskim, zm. 16 grudnia 2011 w Rechowot) – izraelski kompozytor.

## Życiorys
Ukończył szkołę muzyczną (1950) oraz studia medyczne (1952) w Czerniowcach. Następnie uzyskał stopień magistra muzyki pod kierunkiem Romana Simowicza w Konserwatorium Lwowskim (1955) oraz tytuł doktora w Konserwatorium Moskiewskim (1958). W latach 1955–1972 prowadził działalność pedagogiczną w ZSRR, wykładał w Moskwie, Ałma-Acie i Kiszyniowie. W 1972 roku wyemigrował do Izraela, gdzie objął funkcję wykładowcy w Rubin Academy of Music w Jerozolimie. Od 1979 roku był również wykładowcą Uniwersytetu Hebrajskiego. W 1985 roku wykładał gościnnie na University of Pennsylvania, był też kompozytorem rezydentem w Canberra School of Music.

## Wybrane kompozycje
(na podstawie materiałów źródłowych)

### Utwory orkiestrowe
- Symfonia (1955)
- Koncert skrzypcowy (1963)
- 6 Moldavian Tunes (1965)
- Koncert fortepianowy (1971)
- Koncert (1976)
- Rotations for Vocalise (1979)
- Kaddish na wiolonczelę i smyczki (1982)
- Cantus III na klarnet basowy i orkiestrę (1984)
- Ornaments na klawesyn i orkiestrę (1987)
- Cantus V na altówkę i orkiestrę (1990)
- Cantus VI na obój i orkiestrę kameralną (1995)
- Beyond All This na smyczki (1997)

### Utwory kameralne
- 2 Miniatures on Kazakh Folk Tunes na kwartet smyczkowy (1961)
- II Kwartet smyczkowy (1965)
- III Kwartet smyczkowy (1969)
- For Percussion (1975)
- Monodrama na sekstet (1975)
- For Harp (1976)
- For Harpsichord (1976)
- About an Old Tune na kwartet fortepianowy (1977)
- For Organ (1978)
- 2 Poems na flet, skrzypce i altówkę (1978)
- And a Time for Every Purpose na flet, trąbkę, puzon i perkusję (1979)
- Cantus II na trio smyczkowe (1980)
- Cantus IV: Dedication na skrzypce (1987)
- Discourse I–II na obój i kwartet smyczkowy (1994)
- Tenero na wiolonczelę (1994)
- Strain na kwartet smyczkowy (1996)
- IV Kwartet smyczkowy (1996)
- Circles na skrzypce, klarnet, wiolonczelę i fortepian (1996–1999)
- Bassalargo na gitarę (1999)

### Utwory fortepianowe
- Pieces (1963–1983)
- 2 Preludes and Fugues (1965)
- For Piano I (1973)
- For Piano II (1974)
- Basso Recitative na 2 fortepiany (1977)
- Variable Structures (1986)
- Alliterations (1993)

### Utwory wokalno-instrumentalne
- oratorium Songs of Kodr (1966)
- Unfinished Lines na baryton i orkiestrę (1970)
- October Sun na mezzosopran, flet, skrzypce, wiolonczelę, fortepian i perkusję (1974)
- Voices na głos, flet, puzony, perkusję i smyczki (1975)
- Day and Night Will Rise to Heaven na sopran, mima, flet, trąbkę, puzon i perkusję (1977)
- Memory na głos i orkiestrę (1981)
- Life of the World to Come na głos i orkiestrę kameralną (1986)
- Letters of Creation na głos i smyczki (1986)
- Circles na głos, klarnet, wiolonczelę i fortepian (1987)
- Scattered Rhymes na chór i orkiestrę (1988)
- A Poem for the Numbers of the Dead na baryton i zespół kameralny (1988)
- Love Remembered na chór i orkiestrę (1989)
- Three Nights na głos i zespół kameralny (1996)

### Opery
- Casa mare (1966)
- Chamber Scenes from the Life of Susskind von Trinberg (1983)